# Pierina Borsani
Pierina Borsani, nota anche come Piera Borsani (Castellanza, 3 ottobre 1909 – Castellanza, 26 settembre 1960), è stata una cestista, discobola e giavellottista italiana.

## Carriera
Fu tesserata per il Cotonificio Cantoni di Castellanza, società sportiva con cui per molti anni partecipò ai campionati italiani di atletica leggera.
Attiva tra il 1925 e il 1940, è stata tra le pioniere della nazionale femminile, con cui ha giocato la prima partita, Francia-Italia 34-16, il 13 aprile 1930. Segnò due punti.
È anche ricordata per aver partecipato ai Giochi olimpici di Amsterdam 1928 nel lancio del disco e per essere stata primatista di lancio del giavellotto e staffetta in Italia. Le è stato dedicato il palazzetto dello sport di Castellanza (provincia di Varese).

## Atletica leggera

### Record nazionali
- Getto del peso:
  - 9,025 m ( Bologna, 2 ottobre 1927)
  - 9,18 m ( Bologna, 10 giugno 1928)
- Lancio del disco:
  - 28,74 m ( Dalmine, 8 settembre 1927)
  - 28,75 m ( Milano, 11 settembre 1927)
  - 29,20 m ( Milano, 20 maggio 1928)
  - 31,25 m ( Pesaro, 27 maggio 1928)
  - 32,20 m ( Milano, 1º luglio 1928)
- Lancio del giavellotto:
  - 25,05 m ( Milano, 28 agosto 1927)
  - 26,83 m ( Bologna, 2 ottobre 1927)
  - 32,82 m ( Chorzów, 9 agosto 1931)
- Pentathlon: 3225 punti ( Londra, 9-11 agosto 1934)

### Palmarès
| Anno | Manifestazione  | Sede      | Evento           | Risultato | Prestazione   | Note |
| ---- | --------------- | --------- | ---------------- | --------- | ------------- | ---- |
| 1928 | Giochi olimpici | Amsterdam | Lancio del disco | 30,67 m   | elim. qualif. |      |

### Campionati nazionali
- 1 volta campionessa italiana assoluta del getto del peso (1927)
- 2 volte campionessa italiana assoluta del lancio del disco (1927, 1931)
- 4 volte campionessa italiana assoluta del lancio del giavellotto (1927, 1929, 1934, 1935)
- 1 volta campionessa italiana assoluta del lancio del pentathlon (1934)
- 2 volte campionessa italiana assoluta della staffetta 4×100 m (1935, 1936)

1927
- Oro ai campionati italiani assoluti, getto del peso - 9,025 m
- Oro ai campionati italiani assoluti, lancio del disco - 28,42 m
- Oro ai campionati italiani assoluti, lancio del giavellotto - 36,83 m

1929
- Oro ai campionati italiani assoluti, lancio del giavellotto - 30,98 m

1930
- Argento ai campionati italiani assoluti, lancio del disco - 31,50 m
- Argento ai campionati italiani assoluti, lancio del giavellotto - 29,25 m
- Bronzo ai campionati italiani assoluti, getto del peso - 9,77 m
- Oro ai campionati italiani assoluti, triathlon - 153 p.

1931
- Oro ai campionati italiani assoluti, lancio del disco - 32,49 m
- Argento ai campionati italiani assoluti, lancio del giavellotto - 32,02 m

1932
- Argento ai campionati italiani assoluti, getto del peso - 9,62 m
- Bronzo ai campionati italiani assoluti, lancio del disco - 29,09 m
- Bronzo ai campionati italiani assoluti, lancio del giavellotto - 26,32 m

1934
- Oro ai campionati italiani assoluti, lancio del giavellotto - 31,685 m
- Argento ai campionati italiani assoluti, lancio del disco - 29,39 m
- Oro ai campionati italiani assoluti, pentathlon - 206 p.

1935
- Oro ai campionati italiani assoluti, lancio del giavellotto - 31,21 m
- Oro ai campionati italiani assoluti, staffetta 4×100 m - 53"0

1936
- Oro ai campionati italiani assoluti, staffetta 4×100 m - 51"8
- Bronzo ai campionati italiani assoluti, lancio del giavellotto - 27,44 m

1938
- Argento ai campionati italiani assoluti, lancio del giavellotto - 32,54 m

1939
- Argento ai campionati italiani assoluti, lancio del giavellotto - 33,01 m

## Pallacanestro

### Cronologia presenze e punti in Nazionale
| Cronologia completa delle presenze e dei punti in Nazionale - Italia | Cronologia completa delle presenze e dei punti in Nazionale - Italia | Cronologia completa delle presenze e dei punti in Nazionale - Italia | Cronologia completa delle presenze e dei punti in Nazionale - Italia | Cronologia completa delle presenze e dei punti in Nazionale - Italia | Cronologia completa delle presenze e dei punti in Nazionale - Italia | Cronologia completa delle presenze e dei punti in Nazionale - Italia | Cronologia completa delle presenze e dei punti in Nazionale - Italia |
| Data                                                                 | Città                                                                | In casa                                                              | Risultato                                                            | Ospiti                                                               | Competizione                                                         | Punti                                                                | Note                                                                 |
| -------------------------------------------------------------------- | -------------------------------------------------------------------- | -------------------------------------------------------------------- | -------------------------------------------------------------------- | -------------------------------------------------------------------- | -------------------------------------------------------------------- | -------------------------------------------------------------------- | -------------------------------------------------------------------- |
| 13/04/1930                                                           | Nizza                                                                | Francia                                                              | 34 - 16                                                              | Italia                                                               | Amichevole                                                           | 2                                                                    | [ 5 ]                                                                |
| Totale                                                               |                                                                      | Presenze                                                             | 1                                                                    |                                                                      | Punti                                                                | 2                                                                    |                                                                      |